# Bernat Ferrandis i Badenes

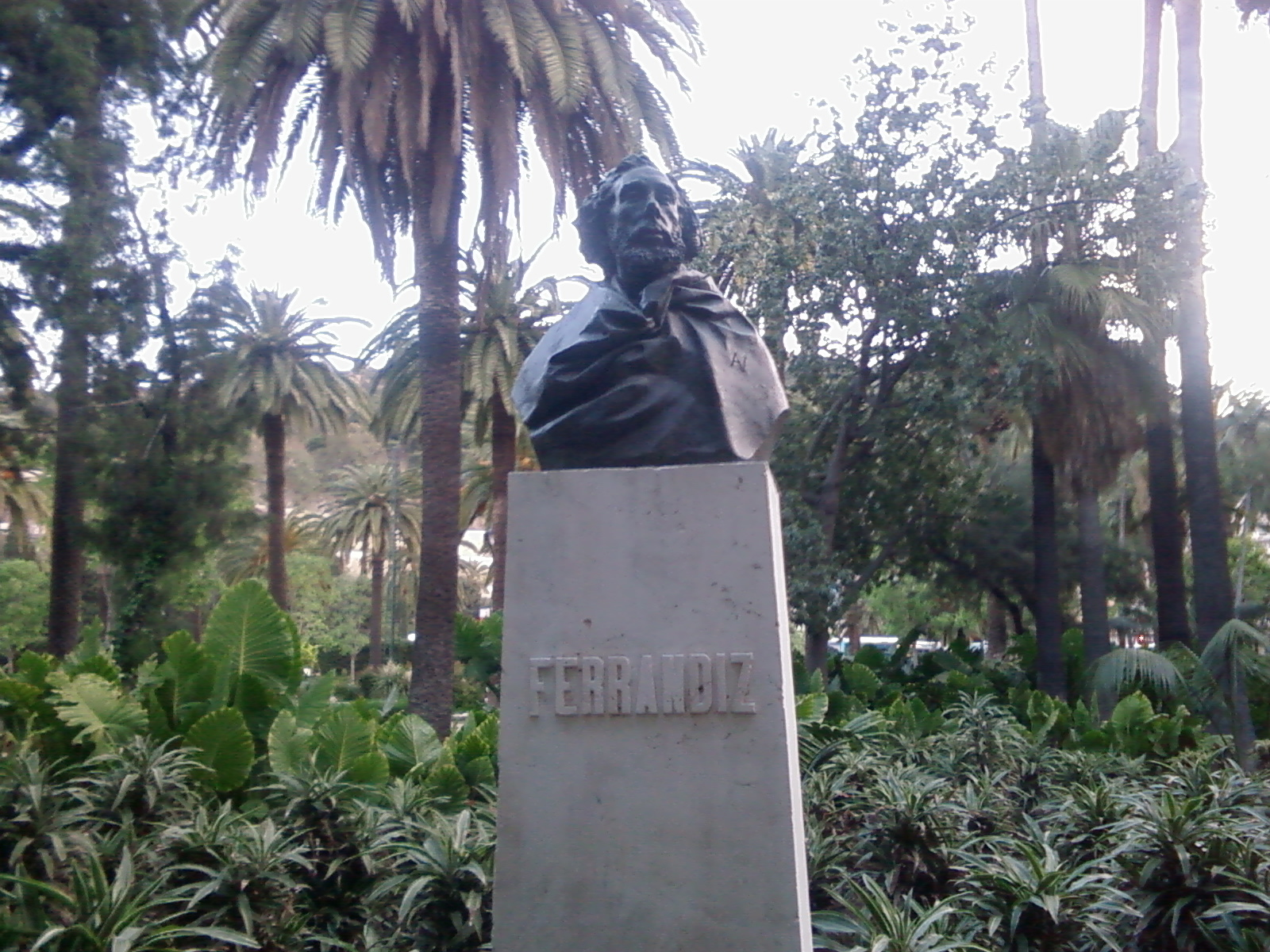
Monument a Bernat Ferrandis al Parc de Màlaga

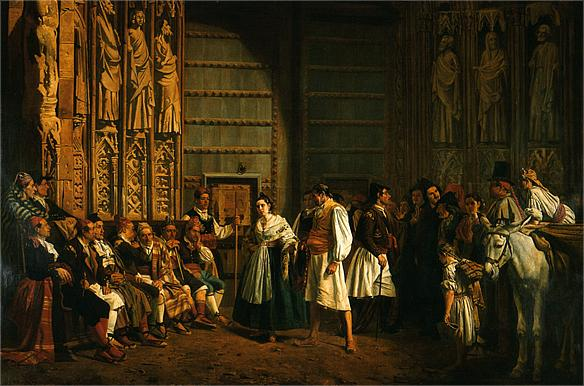
El tribunal de les aigües de València

Bernat Ferrandis i Badenes (Canyamelar, València, 21 de juliol de 1835– Màlaga, 3 de maig de 1885), va ser un pintor valencià. És considerat un dels pintors valencians més importants de la seua època, junt d'altres com Sorolla o Degrain.

## Biografia

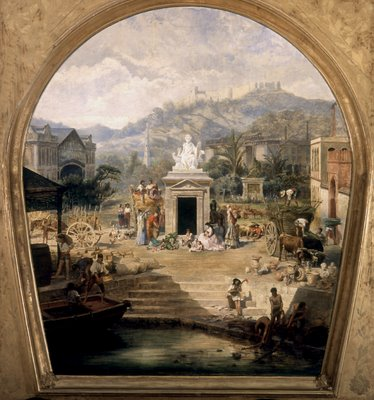
"Alegoría de la Historia, Industria y Comercio de Málaga" per Bernat Ferrandis

Nascut el 21 de juliol de 1835 a Canyamelar, un dels Pobles Nous del Mar, al Grau, al nord del port de València. Inicià la seua formació de pintura a l'Acadèmia de Sant Carles, a València, com alumne de Francisco Martínez. Les seues creacions evidencien la seua inclinació pels assumptes de gènere, quotidians. En aquest sentit un dels quadres més colpidors és El Viàtic donat a un indigent moribund, gràcies al qual és premiat amb un pensionat per la Diputació de València per a continuar la seua formació fora d'Espanya. Viatja per Àfrica, concretament al Marroc i a Itàlia, més concretament a Roma, participà a diferents exposicions i obtingué menció honorífica a l'Exposició Nacional de 1860 i rebé la segona medalla de l'Exposició de 1864 per la seua obra Un alcalde de monterilla i va ser medalla de plata a la de Madrid, de 1866.
S'incorporà a l'Academia de San Fernando a Madrid, 1876, on va assistir al taller de Madrazo. Hi havia arribat a Màlaga el 1868 prenent possessió de la càtedra de Color i Composició de l'Escuela de Bellas Artes de San Telmo, després d'unes dificultoses oposicions desenvolupades a Madrid, i on va estar integrant l'escola fins que en 1878 en fou nomenat director. Fou amic inseparable de Muñoz Degrain, a qui va atraure a Màlaga. Entre els seus molts alumnes destacaren Moreno Carbonero, José Nogales, Blanco Coris, Pedro Sáenz Sáenz, entre d'altres.
Estudià pintura també a París on la seua educació artística arribaria al seu zenit sota els consells del pintor Duret.
Els seus retractes de Siscar i Joan de Joanes es poden veure al Palau de la Generalitat de Valencia. Encara que la major part de la seua producció es troba a l'estranger (Colección Goupil), hi ha tretze obres seues al Museu de Màlaga. En destaca obres com ara El charlatán político, i l'Eixida dels picadors de la posada, entre d'altres. La seua més coneguda pintura és El Tribunal de les Aigües de 1865, de la qual n'hi ha dues versions, la primera es troba al Museu de Belles Arts de Bordeus, i la segona a València.
Ferrandis va viure 17 anys a Màlaga, fins que va morir el 3 de maig de 1885.